# Contarinia minima
Contarinia minima är en tvåvingeart som beskrevs av Jean-Jacques Kieffer 1909. Contarinia minima ingår i släktet Contarinia och familjen gallmyggor.
Artens utbredningsområde är Italien. Inga underarter finns listade i Catalogue of Life.